# Штаб-квартира полиции Израиля

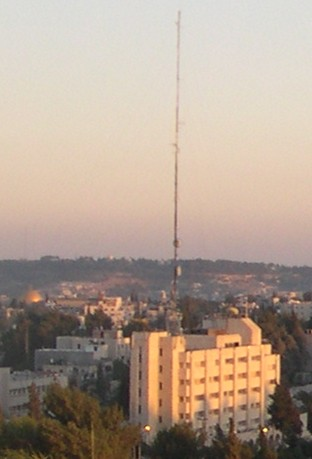
Штаб-квартира Полиции Израиля

Национальная штаб-квартира израильской полиции (ивр. בניין המטה הארצי של משטרת ישראל‎). Расположена в Иерусалиме.
В течение первых двух десятилетий существования Израиля, штаб-квартира полиции находилась в Тель-Авиве. По мере того как организация росла в размерах, необходимость в новом здании стала очевидной. После Шестидневной войны, в которой Израиль захватил весь Иерусалим, новое местоположение было выбрано в Восточном Иерусалиме, между горой Скопус и западной частью города.
Оригинальное здание, изначальное спланированное в период иорданского контроля над Восточным Иерусалимом как больница, было перестроено по проекту архитектора Дэна Эйтана и открыто в 1973 году.
Здание Министерства общественной безопасности было построено позже рядом со зданием полиции.